# Síly speciálních operací

Znak Sil speciálních operací Ruské federace

Síly pro speciální operace Ozbrojených sil Ruské federace, běžně známé jako Síly speciálních operací (SSO; rusky: Силы Специальных операций; CCO) jsou speciálními silami na strategické úrovni pod velením Velitelství speciálních operací generálního štábu Ruské federace (KSSO). Je také strukturální a samostatnou jednotkou ozbrojených sil. 
První jednotky, které se staly silami pro speciální operace, byly převedeny z GRU v roce 2009 jako součást pokračující ruské vojenské reformy z roku 2008. Velitelství sil pro speciální operace bylo zřízeno v roce 2012 a vyhlášeno v březnu 2013 náčelníkem generálního štábu Valerijem Gerasimovem. Podle Gerasimova byly SSO navrženy jako aktivum na strategické úrovni, elitní jednotky speciálních operací KSSO, jejichž primárním by byly zahraniční intervence včetně protiproliferace, zahraniční i vnitřní obranné operace a provádění nejsložitějších operací a tajných misí v zájmu ochrany Ruské federace.
SSO se liší od Specnaz GRU, které byly do roku 2010 pod Hlavním zpravodajským ředitelstvím a jejichž následná podřízenost byla nejasná až do roku 2013, kdy bylo rozhodnutí zrušeno a jednotky speciálních sil GRU byly přeřazeny do divizí GRU a znovu podřízeny GRU. V ruských SSO jsou výhradně profesionální vojáci se smlouvou, přičemž všichni jsou vojáky na plný úvazek složenými z důstojníků a pravidelných vojáků.
Dne 26. února 2015 prezident Vladimír Putin nařídil, že 27. únor bude dnem SSO, podle několika ruských oficiálních zpravodajských agentur (i když to není formálně uznáno), aby označilo zřízení ruské kontroly nad budovou Nejvyšší rady autonomních zemí.

## Mise a metody

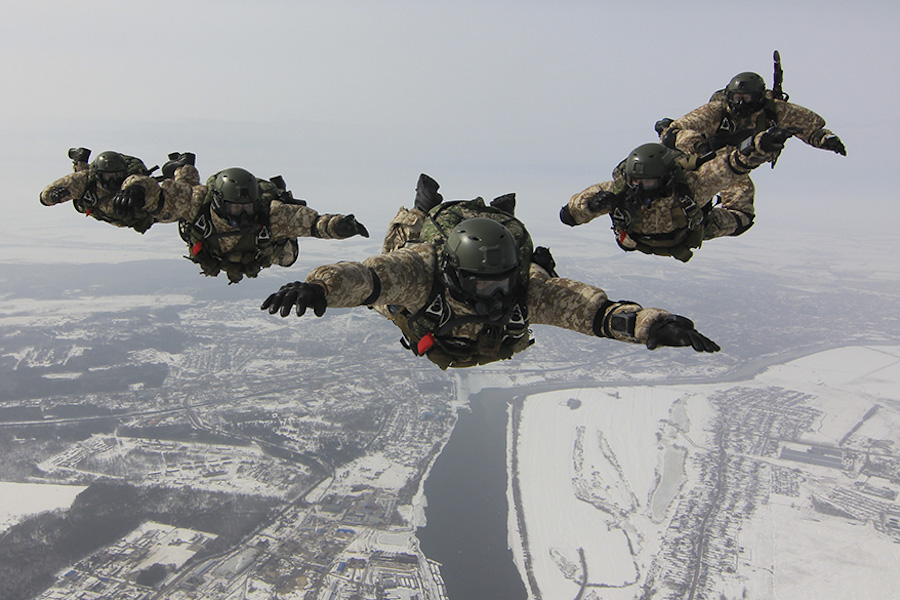
Vojáci Sil speciálních sil během výcviku

Síly pro speciální operace jsou vysoce mobilní, dobře vycvičené a vybavené, na boj neustále připravené speciální operační síly ruského ministerstva obrany. SSO jsou navrženy pro plnění specifických úkolů a mají schopnost fungovat jak v tuzemsku, tak v zahraničí, v době míru i v době války.
Ruské ministerstvo obrany definuje termín “speciální operace” jako “metody a způsoby boje, které nejsou charakteristické pro konvenční síly: průzkum a sabotáže, subverze a pobuřování, boj proti terorismu, kontrasabotáž, kontrarozvědka, partyzánský způsob boje, boj proti partyzánům a další činnosti”.
SSO byly primárně zapojeny v Sýrii, vyhledávaly cíle pro bojová letadla ruského letectva provádějící nálety a pro odpalované rakety ruského námořnictva, sloužily jako vojenští poradci při výcviku syrských vládních jednotek, vyhledávání a ničení kritických nepřátelských objektů, narušování činnosti za nepřátelskými liniemi prostřednictvím přepadů, atentáty na cenné a vysoce postavené osoby a odvetné údery proti vybraným skupinám bojovníků.

## Historie

### V rámci Ruské federace
V roce 2009 bylo v rámci komplexní reformy ozbrojených sil Ruské federace vytvořeno Ředitelství speciálních operací, podřízené přímo náčelníkovi generálního štábu, na základě 322. střediska odborného výcviku GRU v Moskevské oblasti (vojenská jednotka 92154). Jednotka se účastnila rozsáhlých akcí v kavkazské oblasti a vysloužila si přezdívku “podsolnuchi” (slunečnice), přezdívku, kterou měli vojáci přidělení k jednotce, když sloužili v Čečensku. Bylo oznámeno, že plukovník Oleg Martianov, který se později stal členem představenstva Vojensko-průmyslové komise, byl jedním ze zakladatelů a prvním velitelem SSO od roku 2009 do roku 2013. 
V roce 2012 bylo Ředitelství speciálních operací reorganizováno na Velitelství zvláštních operací, po čemž následovaly plány na rozšíření kapacity až na 9 brigád zvláštního určení. 
Dne 6. března 2013 oznámil generál Valerij Gerasimov vytvoření sil pro speciální operace. V rozhovoru se zahraničními vojenskými přidělenci v Moskvě řekl: „Po přezkoumání praxe formování, výcviku a použití sil pro speciální operace v předních zemí světa je Ruské ministerstvo obrany začalo taky vytvářet… A vzniklo odpovídající velení, které se zabývá plánovacími pracemi a realizuje plán výcviku ozbrojených sil… Je již zpracován soubor dokumentů pro stanovení směru rozvoje, způsobu výcviku a uplatnění těchto sil.” 
Dne 15. března podle zpráv ruských médií začalo v příměstské obci Kubinka-2 vytváření Speciálního operačního střediska ministerstva obrany pro zhruba 500 profesionálních vojáků. Vytvoření centra mělo být dokončeno do konce roku 2013. Centrum by bylo přímo podřízeno Velitelství sil pro speciální operace ruského ministerstva obrany. 
Na konci dubna 2013 provedly jednotky speciálních operačních sil na hoře Elbrus ve výšce 4500 metrů speciální taktické cvičení. Cvičení bylo věnováno nácviku přepravy jedné z jednotek SSO vojenským dopravním letectvem a armádním letectvem, jakož i leteckého nasazování vojáků a nákladu do cílového prostoru. 
V době míru může být SSO také povolána k provedení specializovaných operací pro vnitřní bezpečnost. V květnu 2013 generální štáb uvedl, že jednotka bude pověřena zabezpečením zimních olympijských her 2014 v Soči a že SSO nyní zahrnuje námořní a letecké složky. Když Rusko pořádalo Mistrovství světa ve fotbale 2018, jednotky speciálních sil SSO a FSB se opět postaraly o zajištění bezpečnosti. 
SSO také prováděla protiteroristické a speciální operace během povstání v oblasti severního Kavkazu v přestrojení za jiné jednotky Specnaz. 
Dne 2. prosince 2017 byla nejmenovaná hora s výškou 3939 metrů nacházející se na hřebeni Sudor v Irafském distriktu Republiky Severní Osetie-Alanie pojmenována “Hora speciálních operačních sil”. 

### Mimo Ruskou federaci
SSO se také zúčastnila protipirátských operací v Adenském zálivu, kde se střetla se somálskými piráty. 
Koncem února 2014 neznámý počet operátorů SSO spolu s dalšími ruskými jednotkami vstoupili na Krym v přestrojení za “zelené mužíčky” a dobyli Krymský parlament a také zahájili blokádu a dobytí dalších významných a strategických míst na celém poloostrově. 
Bojové operace SSO v Sýrii, které začaly skrytě na konci roku 2015, se v lednu 2016 zviditelnily úspěšnou ofenzívou Latakia. Hráli klíčovou roli v ofenzivě v Palmýře, poskytovaly podporu syrské armádě při pokusu o znovudobytí Rakky, odražení ofenzívy ISIS na Palmýru a během syrského tažení na Aleppo ve stejném roce. 
Vrátily se během druhé bitvy o Palmýru v roce 2017 a během roku byly svědky akce v ofenzivě ve východním Homsu, ofenzivě Severní Hamy, operaci Grand Dawn, ofenzivě východní Hamy, operaci Khuzam, při záchraně jednotky ruské vojenské policie při deeskalaci Idlibu. SSO také přispěly k úspěchu kampaně Rif Dimasqh Governorate v roce 2018 a operace Dawn of Idlib v roce 2019. 
Dne 11. prosince 2017 jednotky SSO zajistily nejvyšší úroveň zabezpečení neohlášené návštěvy ruského prezidenta Vladimíra Putina v Sýrii na letecké základně Hmímím pokrytím nejnebezpečnějšího směru z moře, vzduchu a země. Vladimír Putin a ministr obrany Sergej Šojgu později osobně poděkovali všem zúčastněným příslušníkům za příkladně plnění úkolu. 
V únoru 2022 se SSO zapojila do rozsáhlé invaze na Ukrajinu, prováděla tajné operace zaměřené na kritickou vojenskou infrastrukturu a podpůrné systémy Ukrajiny a průzkumné mise za nepřátelskými liniemi.

## Struktura a organizace
Zatímco oficiální počty jsou utajovány, mezi středisky zvláštního určení „Senezh” a ústředím střediska zvláštního určení „Kubinka-2”, analytici se domnívají, že velikost jednotky činí zhruba 2000 až 2500 profesionálních vojáků. Velení má podpůrné prvky zajišťující bojovou podporu a funkce bojové služby. Existuje speciální letecká brigáda, která přímo řídí letecké bojové prostředky v Toržoku a letka transportních letounů Iljušin Il-76 na letišti Migalovo u Tveru. 
Velitelství sil pro speciální operace má podobnou roli jako Velitelství společných speciálních sil USA. Plné operační způsobilosti dosáhlo velení v druhé polovině roku 2013 a zároveň slouží jako ústřední velitelská pravomoc pro celou strukturu SSO, která je přímo podřízena generálnímu štábu. 

### Výcvik
Výcvik důstojnických kadetů operátorů speciálních sil probíhá ve Vyšší velitelské výsadkové škole v Rjazani - RVVDKU ( oddělení speciálního a vojenského zpravodajství a oddělení použitém speciálních sil) a Vyšší vojenské velitelské škole v Novosibirsku - NVVKU (oddělení hl. speciální zpravodajství a velení speciálnímu průzkumu a výsadkový výcvik). V „Senezh" se potenciální operátoři učí parašutismus, horolezectví, plavání a vojenské potápění a útoky na budovy a domy, zatímco „Kubinka-2" se zaměřuje na námořní operace a průzkum a řídí několik oddílů námořních speciálních operací. 
Na hoře Elbrus s kódovým označením „Terskol" je v Kabardino-Balkarsku školicí středisko pro chladné počasí/horolezectví a 54. speciální průzkumné středisko ve Vladikavkazu, Severní Osetie-Alania. Ve vojenském utajení existuje i několik citlivějších středisek specializovaných na výcvik specialistů SSO. V závislosti na jednotlivých úkolech, na které jsou operátoři připravováni nebo na které se specializují, se školení liší. 
Vojenská výcviková střediska a zařízení sil speciálních operací :
- Speciální operační středisko „Kubinka-2"
- Speciální operační středisko „Senezh"
- Středisko odborného výcviku
- 561. Námořní záchranné (výcvikové) středisko VMF
- 344. Armádní letecké středisko a transportní středisko
- Výcvikové středisko pro hory a přežití „Terskol"
- 54. speciální průzkumné výcvikové středisko „Daryal"

## Známé operace
- V roce 2014 začali neidentifikovaní ozbrojení muži blokovat ukrajinské základny na Krymu a 27. února obsadili krymský parlament. Tato dobře vyzbrojená a vysoce profesionální jednotka, která se prohlašovala za místní milici, se ukázala být prvním nasazením ruských speciálních operátorů. Dne 18. března obsadili tajní agenti další vojenskou základnu v Simferopolu. Podle ruských zdrojů velitel SSO generálmajor Alexej Dyumin osobně vedl operace na Krymu. Plukovník Alexander Popov sloužil jako velitel odřadu SSO a byl přímo zapojen do událostí, za které mu byl udělen titul Hrdina Ruské federace.

- SSO dostali za úkol získat letový zapisovač ruského sestřeleného bombardéru Su-24M v listopadu 2015, ve stejný den, kdy zachránili přeživší posádku jednoho ze dvou vrtulníků Mi-8AMTŠ, které sestřelili ozbrojenci syrské turkmenské brigády v operaci CSAR, která pátrala po sestřelené posádce Su-24.

- Během bitvy o Palmýru v březnu 2016 byl nadporučík Alexander Prochorenko zabit poté, co nařídil letecky útok na jeho pozici poté, co byl obklíčen bojovníky ISIS a bez munice. Za hrdinský čin mu byl posmrtně udělen čestný titul Hrdina Ruské federace.

- Dne 10. května 2017 ruský prezident Vladimír Putin osobně udělil medaile čtyřem důstojníkům SSO za projev mimořádné odvahy v boji proti teroristům v Sýrii. Byli součástí 16členné jednotky speciálních sil, které se podařilo bez jakýchkoli ztrát úspěšně odrazit útoky vedené více než 300 džihádisty. Veliteli jednotky, podplukovníku Danilovi byl udělen čestný titul Hrdina Ruské federace.

- Dne 16. března 2017 byla jednotka SSO o síle 4-5 mužů přepadena 40 teroristy Islámského státu ve městě Akerbat a byla opuštěna syrskými vojáky. Poté, co byli zraněni všichni ostatní členové jeho jednotky, včetně velitele a druhého důstojníka, se celé operace ujal sám desátník Lance Denis Portnyagin a zabil při tom 14 teroristů a dokonce byl připraven použít své vlastní granáty, aby zabránil jejich dopadení. Za tento čin mu byl udělen čestný titul Hrdina Ruské federace.

- Dne 20. září 2017 ruský generální štáb uvedl, že džihádističtí militanti se dva dny předtím pokusili zajmout 29člennou jednotku ruské vojenské policie, která monitorovala příměří v deeskalační zóně v Idlibu. Uvězněná jednotka bojovala několik hodin a nakonec byla zachráněna ve speciální operaci společným bojovým uskupením, které vedle SSO zahrnovalo syrské a ruské letectvo. Tři příslušníci SSO byli zraněni. Všech 29 mužů se bezpečně stáhlo bez obětí na životech. Do 21. září byly po odvetných náletech zabity stovky džihádistů.

- Dne 26. září 2017 ruské ministerstvo obrany oznámilo, že Rusko provedlo masivní útoky řízených střel v Deir ez-Zor a Idlib a zničilo významné cíle ISIS a fronty Al-Nusra. Dne 27. září 2017 bylo při leteckém útoku spolu s 32 ozbrojenci v provincii Idlib zabito 5 polních velitelů Al-Nusra. Další nálet dne 3. října 2017 zabil 12 polních velitelů Al-Nusra včetně Ahmada al-Ghizaie, šéfa bezpečnostní služby Al-Nusry a nejméně 50 militantů na nezveřejněném místě v Sýrii. Ministerstvo obrany citovalo použití „zvláštních opatření" při těchto cílených úderech na pozice militantů, což naznačuje zapojení ruských speciálních sil do operací.

- Dne 12. ledna 2018 ruské ministerstvo obrany oznámilo, že skupina ozbrojenců odpovědných za masivní minometný útok na leteckou základnu Hmímím v Sýrii z 31. prosince 2017, při kterém zahynuli dva ruští vojáci, byla zlikvidována v průběhu speciální operace. Operativci SSO sledovali militanty do jejich základního tábora poblíž hranic Idlibu a celou skupinu zničili projektilem Krasnopol, když nastupovali do minibusu, aby opustili základnu. Nabyla zmínka o tom, ke které skupině byli ozbrojenci přidruženi. Samostatně bylo zničeno také skladiště s militantními drony v provincii Idlib.

- Dne 25. března 2019 ruské ministerského obrany uvedlo, že skupina více než 30 teroristů byla zlikvidována ve speciální operaci SSO a ruským letectvem poté, co byla identifikována. Operace byla odvetou za teroristický útok z konce února 2019, při kterém zahynuli 3 ruští vojáci. Místo a příslušnost teroristů nebyly zveřejněny.

- Během operace Dawn of Idlib se myslelo, že operativci SSO jsou zodpovědní za četné úspěšné nájezdy za nepřátelské linie, zejména v provincii Idlib, při nichž zabili desítky povstaleckých bojovníků včetně dvou prominentních velitelů z Ahrar al-Sham a Jaysh al-Nasr. Další zabití byli ze Suqour Al-Sham, Hurras Al-Din a dalších různých povstaleckých frakcí.

- Dne 25. března 2020 ruské ministerstvo obrany uvedlo, že ruské a syrské letectvo s podporou dělostřelectva a SSO provedlo společnou operaci, která zabila 327 ozbrojenců a značka 134 krytů, 17 pozorovacích stanovišť, 7 muničních skladů a 5 podzemních skladů. ISIS od 18. do 24. srpna přes Syrskou poušť. Operace byla frakcí na výbuch IED, který 18. zabil generálmajora Vjačeslava Gladkihka a zranil 3 ruské vojáky poblíž Deir ez-Zor.

### Ztráty
Podle ruského ministerstva obrany k únoru 2019 je mezi příslušníky SSO v Sýrii 10 případů, u kterých bylo potvrzeno, že byli zabiti v akci. Čtyři členové, jejichž status se předpokládá, že byli zabiti, zůstávají k září 2019 stále nejasné.